# 石田太郎
石田 太郎（いしだ たろう、本名：石田 弦太郎（いしだ げんたろう）。1944年3月16日 - 2013年9月21日）は、日本の男性俳優、声優、僧侶。別名義として本名のほか、石田 絃太郎（いしだ げんたろう）を1980年代の一時期に使用していた。
京都府京都市出身。上智大学外国語学部イスパニア語学科中退。劇団雲、劇団昴、野間事務所、オフィスPSCなどを経て、最後はグランパパプロダクションに所属していた。血液型はB型。身長181cm、体重84kg。
浄土真宗本願寺派の僧侶でもあり、石川県金沢市乗敬寺の住職も務めた。

## 経歴・特色
父は俳優の石田茂樹。妻は女優の立花房子。
劇団雲、劇団昴所属時代から舞台だけではなくテレビドラマ・映画出演もこなしていた。
『新刑事コロンボ』など、洋画吹き替えを中心に声優としても活躍。アニメでは悪役・権力者役が多かった。
初代コロンボの声優を務めた小池朝雄は劇団の先輩に当たり、『スーパーマンII 冒険篇』のテレビ放送版でも、前作で小池が演じていたレックス・ルーサー（ジーン・ハックマン）を引き継いだ。生前から宴会の余興等でよく小池のものまねを披露し、業界では有名であった。ただし、小池の演じたコロンボの声は小池の地声よりかなり低いものであり（石田や他の役者仲間からも言われていた）、反対に石田の演ずる声は自身の地声に近く、当初は小池の声を意識して演じていたが、晩年はごく自然にコロンボを演じていたという。
以降、専属（フィックス）であるジーン・ハックマンとアンソニー・ホプキンスをはじめ、ジャック・ニコルソンやジョン・グッドマン、ブライアン・デネヒーを多く担当していた（中でも『羊たちの沈黙』から始まる「レクターシリーズ」ではホプキンス演じるハンニバル・レクターをシリーズ全作品で担当し、同時にシリーズ全ての吹き替えに関わった唯一の役者でもある）。
石田によるアンソニー・ホプキンスの吹き替えは同業者間でも評価が高く、上述の『羊たちの沈黙』でクラリス・スターリング役として共演した戸田恵子は「とても印象深い太郎さんのホプキンス」と評している。
上記のようなシリアスな役柄を多く演じているが、『くまのプーさん』のイーヨーのようなおっとりした役柄、『リトル・マーメイド』の続編で担当したトリトン王のような厳格さと温和さを併せ持つ役柄も演じ、『コマンドー』（テレビ朝日版）や『48時間』（日本テレビ旧版）、『ハドソン・ホーク』（日本テレビ版）などではコミカルな演技も披露した。
NHK大河ドラマの常連であり、1984年に『山河燃ゆ』、1985年に『春の波涛』、1986年に『いのち』、1987年に『独眼竜政宗』と4年連続出演する（しかも『いのち』が現代劇だったために時代劇ファンのために放送された同年の『武蔵坊弁慶』にも出演している）など、生涯の中で実に15作の大河に出演した。
1989年の『春日局』と2000年の『葵 徳川三代』では、同じ大久保忠隣役を演ずるという常連俳優ならではの経験もしている。
『芋たこなんきん』では、石田のために原作にない住職役が作られた。
特技は京都弁、柔道。

### 死去
2013年9月21日午後1時頃、フジテレビ系で放送された連続ドラマ『独身貴族』第1話の収録において、神奈川県相模原市緑区の城山スタジオにて水着姿でプールに入っての撮影後、石田は突然に意識を失って倒れた。病院に搬送されたが、3時間半後に死亡が確認された。死因は、心筋梗塞であった。関係者によると、7年ほど前から心臓に異常があり、薬を服用していた時期もあったという。
石田は、1997年に死去した父の後を継ぎ、石川県金沢市にある浄土真宗本願寺派乗敬寺住職に就いていた。就任後は東京と金沢を行き来しながら俳優を続けていたが、「あと2年ほどで俳優業を引退し、金沢で住職に専念したい」と門徒らに話しており、2013年秋に行われる報恩講を前に、仏具や椅子を新調するなど意欲的だったという。ある門徒は、石田の読経を「映画のせりふのようにすてきだった」と述懐している。

## 代役・後任
石田の死後、持ち役を引き継ぎ、出演予定だった作品を代演したのは以下の通り。
| 後任     | 役名                                     | 概要作品                                        | 代役・後任の初担当作品                |
| -------- | ---------------------------------------- | ----------------------------------------------- | ------------------------------------- |
| 銀河万丈 | スキッパー・レイリー                     | 『プレーンズ』                                  | 『プレーンズ2/ファイアー&レスキュー』 |
| 銀河万丈 | ジグソウ / ジョン・クレイマー            | 『ソウ』シリーズ                                | 『ジグソウ:ソウ・レガシー』           |
| 銀河万丈 | レイモンド・ホーガン                     | 『推定無罪』テレビ朝日版                        | WOWOW版追加収録                       |
| 銀河万丈 | ニコラス・ヴァン・ヘルシング（ドクター） | 『キャノンボール』フジテレビ版                  | WOWOW版追加収録                       |
| 津川雅彦 | 高倉雄二                                 | 『独身貴族』                                    | （放送前の配役差し替え）              |
| 磯部勉   | 小河良利                                 | 『軍師官兵衛』                                  | （放送前の配役差し替え）              |
| 菅生隆之 | レックス・ルーサー                       | 『スーパーマンII』旧テレビ朝日版                | WOWOW版追加収録                       |
| 菅生隆之 | オズワルド・コブルポット / ペンギン      | 『バットマン リターンズ』テレビ朝日版           | WOWOW版追加収録                       |
| 楠見尚己 | エクスデス                               | 『ディシディア ファイナルファンタジー』シリーズ | 『アーケード版』                      |
| 若本規夫 | ベネット                                 | 『コマンドー』テレビ朝日版                      | 吹替の帝王版                          |
| 石塚勇   | イーヨー                                 | 『くまのプーさん』シリーズ                      | 『プーと大人になった僕』              |
| 石田圭祐 | トリトン王                               | 『リトル・マーメイド』シリーズ                  | 『キング・トリトンのコンサート』      |
| 寺岡光盛 | ジョン・フロスト中佐                     | 『遠すぎた橋』日本テレビ版                      | BD追加収録部分                        |

## 出演（俳優）

### テレビドラマ
- 大河ドラマ（NHK）
  - 竜馬がゆく（1968年） - 後藤象二郎
  - 天と地と（1969年） - 原大隅
  - 春の坂道（1971年） - 鳥居新太郎
  - 新・平家物語（1972年） - 平康頼
  - 獅子の時代（1980年） - 田辺太一
  - 山河燃ゆ（1984年） - 通訳官
  - 春の波涛（1985年） - 福井喜兵衛
  - いのち（1986年） - 高原弘道
  - 独眼竜政宗（1987年） - 畠山義継
  - 春日局（1989年） - 大久保忠隣
  - 炎立つ（1993年） - 清原光頼
  - 花の乱（1994年） - 太田垣光景
  - 毛利元就（1997年） - 宍戸元源
  - 元禄繚乱（1999年） - 堀内伝右衛門
  - 葵 徳川三代（2000年） - 大久保忠隣※「春日局」（1989年）以来2度目の同役
- 坊つちやん（1968年8月6日、MBS） - 主演・坊っちゃん
- テレビ文学館 -名作に見える日本人- / 富岡先生（1968年9月3日、MBS）
- 銀河ドラマ→銀河テレビ小説（NHK）
  - 闇からの声（1970年） - 大野木
  - 天からやって来た猫（1982年）
  - 男どき女どき（1985年）
- 長時間ドラマ / たそがれよとまれ（1970年9月26日、NHK）
- 大忠臣蔵（1971年、NET） - 富森助右衛門
- テレビスター劇場 / おバカさん（1971年、MBS）
- 天下御免（1971年、NHK）
- さぼてんとマシュマロ 第9話（1971年、NTV / ユニオン映画）
- あおによし（1972年、NHK） - 小野
- 土曜日の女シリーズ 天使が消えていく（1973年、NTV）
- 女・その愛のシリーズ / 白鷺 第2話（1974年、NET）
- 傷だらけの天使 第26話「祭りのあとにさすらいの日々を」（1975年、東宝 / NTV） - オカマバーのママ
- 夜明けの刑事 第25話「蒸発したマイホームパパ」（1975年、TBS）
- 太陽にほえろ!（東宝 / NTV）
  - 第205話「ジョーズ探偵の悲しい事件簿」（1976年） - 七曲署巡査
  - 第247話「家出」（1977年） - 七曲署巡査
  - 第375話「護送」（1979年） - 安田刑事
  - 第405話「時効」（1980年） - 上原文彦
  - 第605話「離婚」（1984年） - 坂崎勇作（港南署捜査一係長）
  - 第668話「絆」（1985年） - 吉岡太一
  - 第701話「ヒロイン」（1986年） - 高梨
- NHK特集 / 斑鳩の白い道の上に（1976年、NHK）
- 祭ばやしが聞こえる 第16話 （1977年、NTV）
- 鉄道公安官 第29話「目撃者・C57とヤエモン」（1979年、ANB）
- 旅がらす事件帖 第21話「寒い国の死刑台」（1981年、国際放映 / KTV） - 和久半兵衛
- Gメン'75 第315話「独房の中の花嫁」（1981年、TBS） - 北岡忠男
- 火曜サスペンス劇場（NTV）
  - 球形の荒野（1981年、三船プロ） - 亮子の夫
  - 偽りの未亡人（1983年、東宝） - 田中
  - おりんさん（1983年、フジテレビ） - 万ちゃん
  - あなたに似た人（1987年、ヴァンフィル）
  - 飛ぶ男、墜ちる女（1991年8月20日） - 末松彰
  - 盲人探偵・松永礼太郎 第4作「警察嫌い」（1995年）
  - 小京都ミステリー
    - 第16作「みちのく角館殺人事件」（1996年） - 守屋慶吾 役
    - 第19作「奥信濃殺人事件」（1997年） - 三国竜造 役

  - 松本清張スペシャル・中央流沙（1998年） - 矢吹
  - 弁護士・高林鮎子 第31作「寝台特急トワイライトエクスプレスの罠」（2003年） - 鎌田刑事部長 役
  - うさぎと亀 -川の流れのように-（2004年、アズバーズ） - 刑事
  - 北ホテル (テレビドラマ)1（2004年） - 山野恭一 役
- ポーツマスの旗（1981年、NHK）
- 時代劇スペシャル（CX）
  - 怪盗夢吉忍び控（1982年） - ナレーター
  - 夕陽の用心棒（1983年） - 角川太郎右衛門 役
- 連続テレビ小説（NHK）
  - おしん 第25話 - 第169話（1983年） - 八代清太郎 役
  - はっさい先生 第110話（1987年）
  - ひらり（1992年） - 加賀谷敏明 役
  - 芋たこなんきん（2006年10月 - 2007年） - 一真住職 役
  - カーネーション（2011年10月 - ） - 神宮寺源蔵 役
- おりんさん（1983年、THK） - 万ちゃん 役
- スチュワーデス物語 第7話「卒業までの恋」（1983年、TBS）
- 大江戸捜査網 第629話「私を妻に! 十蔵女難騒動」（1984年、TX） - 望月甚内
- ザ・サスペンス / 狙われた女教師（1984年、TBS）
- 風にむかってマイウェイ（1984年、TBS） - 大里正和
- 新・事件 断崖の眺め 第4話（1984年、NHK） - 高橋検事 役
- 金曜ドラマ（TBS）
  - ふぞろいの林檎たち - 浜野部長 役
    - ふぞろいの林檎たちII（1985年）
    - ふぞろいの林檎たちIII（1991年）

  - おとなの選択（1992年）
- 誇りの報酬（東宝 / NTV)
  - 第3話「賭けをするなら命がけ」（1985年） - 城南署刑事長
  - 第31話「狙撃者を追え!」(1986年) - 高松隆三
- ドラマ人間模様 / 樋口一葉 〜われは女成りけるものを〜 第1話、第2話（1985年、NHK）
- 木曜ドラマストリート / 一日だけの殺し屋（1986年、CX）
- 私鉄沿線97分署 第52話「モーレツパパを家出でKO!!」（1985年、ANB / 国際放映） - 武内
- 新大型時代劇 / 武蔵坊弁慶（1986年、NHK） - 梶原景時 役
- あによめ（1986年、THK）
- 金曜女のドラマスペシャル（1986年、CX）
  - やさしいボタン
  - その年の冬
- 大都会25時 第23話「逃亡犯! 遅すぎた母の愛」（1987年、ANB）
- 銭形平次 第27話「命くれない」（1987年、ユニオン映画 / NTV） - 松造
- 12時間超ワイドドラマ→新世紀ワイド時代劇→新春ワイド時代劇（TX）
  - 花の生涯 井伊大老と桜田門（1988年） - 岡本半介 役
  - 宮本武蔵（1990年） - 酒井忠勝 役
  - 宮本武蔵（2001年） - 岩間角兵衛 役
  - 白虎隊〜敗れざる者たち（2013年） - 神保内蔵助 役
- 翼をください（1988年、NHK）
- ザ・スクールコップ 第6話「聖山女学院の巻」（1988年、大映テレビ / CX）
- 水曜ドラマ マダム・りん子の事件帖（1991年、NHK） - 金子兼松
- 月曜・女のサスペンス / 夜の終る時（1991年、TX）
- 約束の夏（1992年、THK） - 桜井剛
- if もしも 第5回「セールスマンの大災難　不幸を呼ぶのは右手か左手か」（1993年5月27日、CX）
- ドラマ30 / 娘からの宿題（1993年、CBC）
- 闇を斬る!大江戸犯科帳 第14話「筆頭老中への陰謀」（1993年、ユニオン映画 / NTV） - 後藤金右衛門 役
- さすらい刑事旅情編VI 第16話「消えた資産家・愛犬が目撃者?」（1994年、ANB）
- 水曜ドラマ / 夜に抱かれて（1994年、NTV） - 土橋竜五郎 役
- 警部補 古畑任三郎 1st season 第5話「汚れた王将」（1994年、CX） - 立花
- 月曜ドラマスペシャル→月曜ミステリー劇場→月曜ゴールデン（TBS）
  - 西村京太郎サスペンス 十津川警部シリーズ
    - 第7作「豪華特急トワイライト殺人事件」（1995年） - 戸村浩一
    - 第15作「尾道・倉敷殺人ルート」（1998年） - 木島和義
    - 第23作「終着駅殺人事件」（2001年） - 三浦警部補
    - 第33作「東北新幹線「はやて」殺人事件」（2004年） - 岸田伸一郎
    - 第51作「京都〜小浜殺人迷路〜八百比丘尼伝説の怪〜」（2014年[注 5][注 6]） - 相原剛

  - 弁護士芸者のお座敷事件簿 第1作（1997年）
  - ホステス探偵危機一髪 第2作（2000年） - 黒崎吾郎
  - 陰の季節 - 山之内豊（神奈川県警刑事部長）
    - 第2作「動機」（2001年）
    - 第7作「清算」（2004年）

  - 真実を追う男 第1作（2002年） - 大林院長 役
  - 棟居刑事シリーズ 第2作「高層の死角」（2003年） - 久住政之助
  - 探偵 左文字進 第8作「鶴富姫伝説の殺意」（2003年） - 高村平治
  - 税務調査官・窓際太郎の事件簿 第12作（2005年1月10日） - 花菱朔太郎
  - 名奉行! 大岡越前 第1シリーズ 第1話（2005年4月18日） - 横山玄柳
  - 浅見光彦シリーズ 第26作「津和野殺人事件」（2008年） - 朱鷺寛一
  - 家族〜あなたに死刑が宣告できますか?（2009年） - 古木田良介
  - 美食カメラマン 星井裕の事件簿 第1作「京都 大文字送り火 恩讐の殺意」（2010年） - 南川和雄 役
- 土曜ドラマ（NHK）
  - 遠い国からの殺人者（1995年） - 峰岡警部
  - 女たちの帝国（1997年） - 大杉副社長
  - 監査法人（2008年） - 久山
  - 鉄の骨（2010年） - 迫水社長
- 愛の劇場（TBS）
  - あした家族になあれ（1995年）
  - 温泉へ行こう 第3シリーズ（2002年） - 山中
  - 温泉へGo!（2008年、テレパック） - 村上宗興 役
- 愛と罪と（1995年、THK） - 秋葉要
- 剣道少女（1995年、CX）
- NHK正月時代劇 / 命捧げ候〜夢追い坂の決闘〜（1996年、NHK） - 赤木屋六兵衛
- 翼をください!（1996年、CX） - 志村幹夫 役
- 将太の寿司（1996年、CX） - 笹木虎雄
- 土曜ワイド劇場（ANB→EX）
  - タクシードライバーの推理日誌 第7作「真夜中の殺人招待状! 夢を捨てた女の危険な誘惑…」（1997年） - 郷田宗助
  - 女弁護士 朝吹里矢子 第5作「小さな共犯者」（1998年） - 山口警部
  - 京都の芸者弁護士 第4作（2000年） - 谷口純一郎
  - 棟居刑事シリーズ 第5作「棟居刑事の黙示録」（2000年） - 箱田伝蔵
  - 西村京太郎トラベルミステリー 第35作「能登半島殺人事件」（2001年） - 平野康生
  - おばはん刑事!流石姫子 第6作「婚約者連続殺人! 花びら舞い散る死体に謎が…」（2001年） - 辰巳浩三
  - 鬼子母神（2001年） - 谷山
  - 殺人ロケ（2003年） - 横森知久
  - おかしな刑事 第2作「飛騨高山・郡上八幡に隠された男と女の殺意」（2005年） - 猪瀬茂夫
  - 終着駅シリーズ 第24作「終着駅」（2010年） - 暮坂武雄
  - 新聞記者・鶴巻吾郎 第4作（2010年） - 北田武治
- 月曜ドラマ・イン / ガラスの仮面（1997年、ANB） - 青柳草一郎
- 新・半七捕物帳 第17話「張子の虎」（1997年、NHK総合） - 伊勢屋善八
- 君の手がささやいている（1997年 - 2001年、ANB） - 野辺靖彦
- 3年B組金八先生 SP9（1998年、TBS） - 山屋校長
- ショムニ 第1シリーズ第10話「社運をかけた見合い」（1998年、CX） - 加藤頭取
- はみだし刑事情熱系（ANB）
  - PART3 第2話「強奪された花嫁! 二人の父の哀しい秘密」（1998年） - 竹内良明
  - PART6 第12話「狙われた広域隊! みゆきを連れ去った女…」（2001年） - 岩倉
- 水曜シリーズドラマ / 必要のない人（1998年、NHK）
- 水曜劇場 / ナオミ（1999年、CX） - 永井教頭
- 世にも奇妙な物語（CX）
  - 秋の特別編「マニュアル警察」（1999年） - 辻警部
  - 春の特別編 「太平洋は燃えているか?」（2001年） - 総理大臣
- 金曜エンタテイメント→金曜プレステージ
  - 果つる底なき（2000年） - 柳葉朔太郎
  - 外科医 鳩村周五郎
    - 第2作「難病の子供を救え 子連れの天才外科医に託された命のお守り！執刀痕が語る古都金沢殺人事件の真相！」（2006年） - 綿引総一郎

  - 浅見光彦シリーズ
    - 第15作「金沢殺人事件」（2003年） - 宮本警部
    - 第27作「竹人形殺人事件」（2007年） - 瀬木山代議士
    - 第47作「平城山を越えた女」（2013年） - 細岡英太郎
- 日曜劇場（TBS）
  - サラリーマン金太郎 第2期（2000年） - 峰岸宗一郎
  - 華麗なる一族（2007年） - 安田社長
- 花村大介 第5話「20億の遺産私にください」（2000年、CX） - 村沢良夫
- 木曜ドラマ（ANB→EX）
  - スタイル!（2000年） - 伊藤本部長
  - 7人の女弁護士 第2シリーズ（2008年） - 一ノ瀬平蔵
  - DOCTORS〜最強の名医〜 第1シリーズ 第2話「夜間救急は3倍儲かりますよ!」（2011年） - 木ノ内克明
- ドラマ家族模様 / バブル（2001年、NHK） - 下浦雄高
- ココだけの話 第9回「我が家の流儀」（2001年3月10日、ANB）
- 女と愛とミステリー（TX）
  - 佐野洋サスペンス 優雅な悪事 第1作（2001年） - 平岡圭之助
  - ミイラが呼んでいる（2002年） - 千崎完三
- 部長刑事シリーズ・シンマイ。（2001年、ABC） - 光の父
- 水戸黄門（TBS）
  - 第29部 第10話「石屋は頑固で石頭 -湊川-」 （2001年6月4日） - 伝兵衛
  - 第30部 第9話「娘が知った父の秘密 -久保田-」（2002年3月4日） - 石川屋忠兵衛
  - 第31部 第18話「消えた御老公 -福山-」（2003年2月24日） - 中山主膳
  - 第33部 第19話「殿が見初めた物売り娘 -長岡-」（2004年8月30日） - 山本勘兵衛
  - 第34部（2005年）
    - 第8話「荒くれ旅籠に咲いた花 -花巻-」 - 黒木大膳
    - 第20話「恐怖の吊り天井! -宇都宮・江戸-」 - 勘兵衛

  - 第35部 第20話「男意気地の無法松 -福岡-」 - （2006年3月6日） - 堤喜左衛門
  - 第37部 第16話「美人妻と武士の一分 -遠野-」（2007年7月23日） - 宮前左近
  - 第40部 第10話「赤い恐怖! 心の叫び -久保田-」（2009年10月12日） - 大澤織部
  - 第41部 第1話、第2話「恋と嵐の江戸の春（前編）（後編） -江戸-」（2010年） - 外海屋久右衛門
- 十手人 第7話「炎の記憶! 幻の娘が生きていた」（2001年、ANB） - 仁兵衛
- 金田一少年の事件簿（2001年、NTV） - 山野勝巳
- 金曜時代劇→土曜時代劇（NHK）
  - 山田風太郎 からくり事件帖-警視庁草紙より- 第1話「人も獣も天地の虫」（2001年）
  - 浪花の華〜緒方洪庵事件帳〜（2009年） - 和泉屋
- ナショナル劇場（TBS）
  - こちら第三社会部 第7話「幻の同窓会」（2001年）
  - 特命!刑事どん亀（2006年） - 一ノ瀬康晴
- その時歴史が動いた 田中正造、足尾鉱毒事件に挑む 〜環境保護運動　ここに始まる〜（2002年、NHK） - 田中正造
- 木曜劇場（CX）
  - 恋ノチカラ 第7話「悲しいとき近くにいてほしい人」（2002年） - JPNリゾート社長
  - 美女か野獣 第5話 「悲しいプロポーズ」（2003年） - 田辺一徳（建設交通大臣）
- 新宿鮫 氷舞（2002年、NHK-BS2）
- ダブルスコア 第11話 「涙の最終回!男達の最後の闘いと別れ」（2002年、CX） - 岸本英二郎（議員）
- 仮面ライダー555（2003年 - 2004年、ANB） - 添野錠二（刑事）
- 月曜ドラマシリーズ（2003年、NHK）
  - 風子のラーメン - 藤島志郎
  - 夢みる葡萄〜本を読む女〜 第8話
- 剣客商売 第4シリーズ 第7話「騙された男」（2003年、CX / 松竹） - 笠原源四郎
- 時空警察 PART3（2003年、NTV） - 吉良義央
- 子連れ狼第二部 第3話「三人の刺客とあばずれ女！大五郎に母なる味を…」（2003年、EX） - 坪井の重蔵
- 東京湾景（2004年、CX） - 井上龍弘（朴龍弘）
- ドラマ30（MBS / TBS）
  - 新・いのちの現場から（2004年） - 高間良介
  - 新・いのちの現場から2（2006年） - 高間良介
- 土曜ドラマ（NTV）
  - 愛情イッポン!（2004年） - 海老原刑事
  - 喰いタン（2006年） - 山下正治
- はぐれ刑事純情派 第17シリーズ 第4話「三毛猫は見た！狙われた駐在さん」（2004年、EX） - 岩佐大吉（駐在） 役
- 忠臣蔵（2004年、EX） - 大野九郎兵衛
- 愛のソレア（2004年9月 - 12月、CX） - 田所源一
- DRAMA COMPLEX（NTV）
  - 戦国自衛隊・関ヶ原の戦い（2006年） - 平岡頼勝
  - 松本清張スペシャル・共犯者（2006年）
- 弁護士のくず（2006年、TBS） - 黒田幸造
- 八州廻り桑山十兵衛〜捕物控ぶらり旅 第4話（2007年5月29日、テレビ朝日） - 津国屋祐右衛門
- 遠山の金さん 第4話「身代わり殺人の罠と情婦の涙!! 用心棒になった金さん!?」（2007年、EX） - 信濃屋
- 獣拳戦隊ゲキレンジャー 第28話「ピシピシピキーンで押忍!」（2007年、EX） - 久津権太郎
- 幻十郎必殺剣（2008年、TX） - ナレーション
- だいすき!!（2008年、TBS） - 園長
- 絶対彼氏〜完全無欠の恋人ロボット〜（2008年、CX） - 三浦店長
- 古畑中学生（2008年、CX） - 和尚
- 刺客請負人 シーズン2（2008年、TX）
- 土曜ドラマ / 33分探偵（2008年、CX） - 大杉
- 稲垣吾郎の金田一耕助 悪魔の手毬唄（2009年、CX） - 仁礼嘉平
- Lドラ / サギ師リリ子（2009、TX） - 遠矢総一郎
- 必殺仕事人2009 第8話「一発勝負」（2009年、EX） - 永井又五郎
- 落日燃ゆ（2009年、EX） - 板垣征四郎
- 木曜ミステリー（EX）
  - 科捜研の女 SEASON 9 CASE VIII「もう一人の容疑者! 呪われた映画の秘密」（2009年）
  - おみやさん スペシャル（2010年） - 田宮公彦
- 相棒 season8 元日SP!（2010年、EX） - 古屋茂吉
- ドラマ10 / セカンドバージン（2010年、NHK） - 三沢賢吉
- 忠臣蔵〜その男、大石内蔵助（2010年、EX） - 吉田忠左衛門
- 遺留捜査 第1シリーズ 第5話「書きかけのカード」（2011年、EX） - 中沢宗平
- よる★ドラ / 眠れる森の熟女（2012年9月 - 10月、NHK） - 松下会長
- ドラマWスペシャル / 尋ね人（2012年11月3日、WOWOW） - 坂本洋之
- TRICK 新作スペシャル3（2014年[注 5]、EX） - 神主

### 映画
- 生きてみたいもう一度 新宿バス放火事件（1985年）
- マルサの女2（1988年1月15日、東宝） - 清原 役
- その男、凶暴につき（1989年8月12日、松竹富士） - 友里刑事 役
- 天と地と（1990年6月23日、東映） - 典厩信繁 役
- ぼくらの七日間戦争2（1991年7月6日、松竹） - 高良隆造 役
- 二十才の微熱（1993年9月4日、日本ヘラルド） - 頼子の父 役
- 餓狼伝（1995年1月27日、日本ビクター） - 羽黒悠輔 役
- 美味しんぼ（1996年4月13日、松竹） - 小泉編集局長 役
- 修羅がゆく5 広島代理戦争（1997年5月9日、KnacK） - 元・熊野組組長 現・湾岸開発事業促進本部事務局長 矢島修造 役
- 女刑事RIKO 聖母の深き淵（1998年4月25日、エース・ピクチャーズ） - 円谷 役
- プライド・運命の瞬間（1998年5月23日、東宝） - 武藤章 役
- 生きない（1998年9月26日、オフィス北野） - 野口 役
- ムルデカ17805（2001年5月12日、東宝） - 唐木中佐 役
- ゴジラ・モスラ・キングギドラ 大怪獣総攻撃（2001年12月15日、東宝） - 防衛軍将校 役[3]
- 宣戦布告（2002年10月5日、東宝） - 防衛庁長官・山ノ内二郎 役
- 恋に唄えば♪（2002年11月16日、東宝） - エリコの父 役
- いつかA列車に乗って（2003年12月20日、シネマクロッキオ） - 山口 役
- クイール（2004年3月13日、松竹） - 戸塚裕史 役
- 寝ずの番（2006年4月8日、角川ヘラルド） - 小田先生 役
- 渋谷物語（2005年3月5日、東宝）
- ナニワ金融道 灰原勝負! 起死回生のおとしまえ!!（2005年7月2日、アートポート） - 古井藤四郎 役
- 変身（2005年11月19日、日本出版販売） - 番場哲夫 役
- 日本沈没（2006年7月15日、東宝） - 防衛庁長官・梅津誠吾 役
- 百万円と苦虫女（2008年7月19日、日活） - 上田村長 役
- おくりびと（2008年9月13日、松竹） - 曽根崎オーナー 役
- 旭山動物園物語 ペンギンが空をとぶ（2009年2月7日、角川映画） - 市議会議員 役
- ジャイブ 海風に吹かれて（2009年6月6日、ダゲレオ出版）

### 舞台
- 榎本武揚（1967年、劇団雲　作：安部公房 演出：芥川比呂志） - 坊主 役
- 野望と夏草（1970年、劇団雲　作：山崎正和　演出：関堂一）
- メナム河の日本人（1973年、劇団雲　作：遠藤周作　演出：芥川比呂志）
- かあちゃん（1976年、名鉄ホール　原作：山本周五郎　脚本：小幡欣治　演出：小幡欣治）ストーンウエル第4回公演
- リチャード三世（1980年、松竹　作：ウィリアム・シェイクスピア　演出：和田豊）
- 天使たちは廃墟に翔く（1989年、地人会　作：ウィリアム・サローヤン　演出：木村光一）
- 俊寛（1990年、パルコ　台本：斎藤憐　演出：市川猿之助）
- 獅子を飼う―利休と秀吉（1992年、ひょうご舞台芸術　作：山崎正和　演出：栗山民也）
- タイタス・アンドロニカス（1992年、銀座セゾン劇場　作：ウィリアム・シェイクスピア　演出：ロン・ダニエルズ）
- 奇跡の人（1992年、ホリプロ　作：ウィリアム・ギブスン　演出：テリー・シュライバー）
- カラミティ・ジェーン（1993年、銀座セゾン劇場　作：ジャン＝ノエル・ファンウィック　演出：飯沢匡）
- 雨に唄えば（1996年、日生劇場　演出：ジェイムス・ロッコ）
- 死と乙女（1998年、佐藤正隆事務所　作：アリエル・ドーフマン　演出：高瀬久男）
- 浪花弁天ものがたり（2002、2003年、松竹　作：齋藤雅文　演出：西川信廣）
- 五瓣の椿（2005年、明治座　原作：山本周五郎　脚本：さとうしょう　演出：山田和也） - 海野得石 役
- あわれ彼女は娼婦（2006年、Bunkamura　作：ジョン・フォード　演出：蜷川幸雄） - ヴァスケス 役
- グリーンフィンガーズ（2009年、クオラス　翻訳・脚色：高平哲郎　演出：宮田慶子） - ハッジ所長 役
- ベッドルーム・ファンタジー（2009年、パルコ　作：ジョン・トビアス　演出：高橋昌也） - 管理人コネリー 役
- 回転木馬（2011年、富山市民文化事業団　訳・台本・演出：宮島春彦） - 天上の裁判官 役 ※特別出演
- GOEMON 石川五右衛門（2011年、松竹　脚本・演出：水口一夫） - 豊臣秀吉 役

### オリジナルビデオ
- 2人のマジカル・ナイト（1991年5月17日）
- ゴースト刑事（1992年6月5日）

### バラエティ
- 日本の歴史（2005年9月17日、フジテレビ） - 本多忠勝 役
- 西村京太郎からの挑戦状！芸能人推理王決定戦（2006年1月5日、日本テレビ） - 亀井定雄 役
- 未来創造堂 第44回「電気こたつ」（2007年2月16日、日本テレビ） - 四郎右衛門 役

### トーク番組
- 徹子の部屋（1995年、テレビ朝日）
- スタア追悼2011 天国への☆ラブレター（2011年12月16日、日本テレビ）

### 教育番組
- 天才てれびくん 天てれドラマ 「少年刑事スイリくん?事件だよ!全員集合」（2006年1月9日 - 1月11日、NHK） - 本間安之介 役

### CM
- アデランス ヘアクラブ（2010年）
- クロレッツ（2013年）

## 出演（声優）
※太字はメインキャラクター。

### 吹き替え

#### 俳優
アンソニー・ホプキンス
- オール・ザ・キングスメン（アーウィン判事）
- 最終目的地（アダム・グント）
- 白いカラス（コールマン・シルク教授）
- 世界最速のインディアン（バート・マンロー）
- タイタス（タイタス・アンドロニカス）
- 遠すぎた橋（ジョン・フロスト中佐）※日本テレビ版
- ボビー（ジョン・ケイシー）
- 冬のライオン（リチャード）※ソフト版
- レクター シリーズ（ハンニバル・レクター）
  - 羊たちの沈黙 ※テレビ朝日版
  - ハンニバル ※ソフト版
  - レッド・ドラゴン ※テレビ東京版

オリヴァー・リード
- 家（ベン・ロルフ）
- 恋する女たち（ジェラルド）
- 新・三銃士/華麗なる勇者の冒険（アトス）
- 砂漠のライオン（ロドルフォ・グラツィアーニ将軍）
- 脱走山脈（ブルックス）※TBS版
- ローヤル・フラッシュ（オットー・フォン・ビスマルク）

クリストファー・プラマー
- 人生はビギナーズ（ハル・フィールズ）
- Dr.パルナサスの鏡（パルナサス博士）
- 9 〜9番目の奇妙な人形〜（1）

ジーン・ハックマン
- アンダー・サスピション（ヘンリー・ハースト）
- アンダー・ファイア（アレックス・グレイザー）
- ウィンター・ローズ（ネッド）
- エネミー・オブ・アメリカ（ブリル/エドワード・ライル）※フジテレビ版
- エネミー・ライン（レズリー・マクマホン・レイガート司令官）
- 追いつめられて（デヴィッド・プライス）※テレビ東京版
- カナディアン・エクスプレス（コーフィールド検事補）※ソフト版・テレビ朝日版
- カンバセーション…盗聴…（ハリー・コール）※テレビ朝日版
- キャノンズ（マック・スターン刑事）
- クイック&デッド（ジョン・ヘロッド）
- クリムゾン・タイド（フランク・ラムジー大佐）※ソフト版・テレビ朝日版
- ザ・パッケージ/暴かれた陰謀（ジョニー・ギャラガー曹長）
- ザ・プロフェッショナル（ジョー・ムーア）
- ザ・ロイヤル・テネンバウムズ（ロイヤル・テネンバウム）
- ジェロニモ（ジョージ・クルック准将）
- 訴訟（ジェデダイア・タッカー・ウォード）
- スーパーマン2－冒険編（レックス・ルーサー）※テレビ朝日旧録版
- チェンバー/処刑室（サム・ケイホール）
- ドミノ・ターゲット（ロイ・タッカー）
- ニューオーリンズ・トライアル（ランキン・フィッチ）※ソフト版
- バードケージ（ケヴィン・キーリー上院議員）※フジテレビ版
- ハリウッドにくちづけ（ローウェル・コルチェク）
- ボディ・バンク（ローレンス・マイリック）
- ミシシッピー・バーニング（ルパート・アンダーソン）※テレビ朝日版
- 目撃（アラン・リッチモンド）
- 許されざる者（リトル・ビル・ダゲット）
- ワイアット・アープ（ニコラス・アープ）※テレビ東京版

ジャック・ニコルソン
- アバウト・シュミット（ウォーレン・シュミット）
- ウルフ（ウィル・ランダル）※テレビ朝日版
- おかしなレディ・キラー（オスカー）
- さらば冬のかもめ（ビリー・バダスキー）
- 幸せの始まりは（チャールズ・マディソン）
- シャイニング（ジャック・トランス）※テレビ東京版
- ディパーテッド（フランク・コステロ）

ジョー・ドン・ベイカー
- アドベンチャー・ラリー（マッデン）
- 刑事ロニー・クレイブン（ダリウス・ジェドバーグ）
- 地獄のエージェント/緊急指令“究極兵器を追え!（キング・ケンダースン）
- ナチュラル（ワーマー）※テレビ朝日版
- ホワイトハウス狂騒曲（オラフ・アンダーソン）※フジテレビ版

ショーン・コネリー
- 薔薇の名前（バスカヴィルのウィリアム）
- バンデットQ（アガメムノン王/消防士）
- メテオ（ポール・ブラッドレー）※VHS版

ジョン・グッドマン
- あなたに逢いたい（アラン・ダヴェンポート）
- ジュエルに気をつけろ!（デリング刑事）
- マチネー/土曜の午後はキッスで始まる（ローレンス・ウールジー）
- 夢を生きた男/ザ・ベーブ（ベーブ・ルース）
- ラルフ一世はアメリカン（ラルフ・ジョーンズ / ラルフ一世）
- レッド・ステイト（ジョセフ・キーナン）

ジョン・リス＝デイヴィス
- ウィングコマンダーIII（パラディン大将）
- サハラ（ラズール）
- 将軍 SHŌGUN（ロドリゲス）
- ロード・オブ・ザ・リング/二つの塔（木の鬚〈ジョン・リス＝デイヴィス〉）
- ロマンシング・アドベンチャー/キング・ソロモンの秘宝（ドガティ）※テレビ朝日版

ニック・ノルティ
- アフターグロウ（ラッキー・マン）
- ナイトウォッチ（トーマス・クレイ警部）
- 48時間（ジャック・ケイツ）※日本テレビ旧録版

ピーター・フォーク
- 刑事コロンボ（コロンボ警部）※日本テレビ版（♯11、26、45のみ）
- 新刑事コロンボ（コロンボ警部）
- シャーク・テイル（ドン・ファインバーグ）
- デッドロック（メンディ・リップスタイン）
- NEXT -ネクスト-（アーヴ）

ブライアン・コックス
- ウォーター・ホース（老年期のアンガス/ナレーター）
- トロイ（アガメムノン）※テレビ朝日版
- RED/レッド（イヴァン・シモノフ）
- REDリターンズ（イヴァン・シモノフ）

ブライアン・デネヒー
- F/X 引き裂かれたトリック（レオ・マッカーシー）
- F/X2 イリュージョンの逆転（レオ・マッカーシー）※テレビ東京版
- ゴーリキー・パーク（ウィリアム・カーウィル）
- コクーン（ウォルター）
- 殺しのベストセラー（デニス・ミーチャム）
- 推定無罪（レイモンド・ホーガン）※テレビ朝日版
- トム・クランシー　ネットフォース（ローウェル・デヴィッドソン）※NHK版
- 立証責任（ディクソン・ハートネル）
- ランボー（ティーズル保安官）※日本テレビ旧録版・TBS版・テレビ朝日版

ブレンダン・グリーソン
- グリーン・ゾーン（マーティ・ブラウン）
- 推理作家ポー 最期の5日間（ハミルトン大尉）
- スマーフ2 アイドル救出大作戦!（ビクター・ドイル）

ボー・スヴェンソン
- あなたに会いたくて（フィリップ）
- 華麗なるヒコーキ野郎（アクセル・オルソン）
- 空中激突!ヒーロー・ボンバー危機一髪（大尉）
- 地獄のバスターズ（ロバート・イェーガー）※日本テレビ版
- ノース・ダラス40（ジョー・ボブ）

リップ・トーン
- 地獄のヒットターゲット（ヴィック・ルカ）
- ミラクルマスター/7つの大冒険（マークス）※TBS版
- メン・イン・ブラック（エージェントZ）※日本テレビ版
- メン・イン・ブラック2（エージェントZ）※テレビ朝日版

#### 映画
- 悪魔の棲む家（ジョージ・ラッツ〈ジェームズ・ブローリン〉）
- アドベンチャー・ファミリー（スキップ・ロビンソン〈ロバート・F・ローガン〉）※日本テレビ版
- アナライズ・ミー（ジェリー〈ジョー・ヴィテレリ〉）※テレビ朝日版
- アラビアのロレンス（ブライトン大佐〈アンソニー・クエイル〉）※テレビ朝日版
- 1941（アキロー・ミタムラ中佐〈三船敏郎〉）※BD版
- 愛しのロクサーヌ（C・D〈スティーヴ・マーティン〉）※TBS版
- イナゴの日（ホーマー・シンプソン〈ドナルド・サザーランド〉）
- インディ・ジョーンズ/魔宮の伝説（モラ・ラム〈アムリーシュ・プリー〉）※日本テレビ版
- ウォンテッド（フィルモア・ウォーカー〈ロバート・ギローム〉）
- エイセス/大空の誓い（シムズ将軍〈ミッチェル・ライアン〉）※ソフト版
- エイリアン3（ディロン〈チャールズ・S・ダットン〉）※テレビ朝日版
- エクスカリバー（パーシヴァル）
- エデンの東（ウィル・ハミルトン〈アルバート・デッカー〉）※テレビ朝日版
- エボリューション（ラッセル・ウッドマン将軍〈テッド・レヴィン〉）※日本テレビ版
- エメラルド大作戦（アルゼンティ〈オマル・シャリーフ〉）
- オーソン・ウェルズのフェイク（オーソン・ウェルズ）
- 狼男とサムライ（バルデマル・ダニンスキー〈ポール・ナッシー〉）
- 狼たちの影
- 怪人スワンプシング（スワンプシング〈ディック・デュロック〉）
- 合衆国最後の日（アメリカ合衆国大統領〈チャールズ・ダーニング〉）
- ガバリン（ビッグ・ベン〈リチャード・モール〉）
- キャノンボール（ニコラス・ヴァン・ヘルシング〈ジャック・イーラム〉[18]）※フジテレビ版
- キャノンボール2（ドク〈ジャック・イーラム〉）
- キャノンボール3 新しき挑戦者たち（チャーリー〈ジョン・キャンディ〉）※TBS版
- キラー・コップ/悪魔の熱線殺人（トマス・ムーア）
- クライシス2050（ティーグ〈ピーター・ボイル〉）※日本テレビ版
- クラス・オブ・1999（ボブ・フォレスト〈ステイシー・キーチ〉）※テレビ朝日版
- クリエイター（シド・クーレンベック〈デヴィッド・オグデン・スティアーズ〉）※VHS版
- グリンチ（メイ・フー市長〈ジェフリー・タンバー〉）※NHK-BS2版
- クレオパトラ（マーク・アントニー〈リチャード・バートン〉）※日本テレビ版
- K-9/友情に輝く星（ライマン〈ケヴィン・タイ〉）※テレビ朝日版
- 激走!5000キロ（スティーヴ・スミス〈ティム・マッキンタイア〉）※テレビ朝日版
- 結婚しない女（ソウル〈アラン・ベイツ〉）
- ゲッタウェイ（ジャック・ベニヨン〈ベン・ジョンソン〉）※テレビ朝日旧録版
- GODZILLA（エバート市長〈マイケル・ラーナー〉）※日本テレビ版[3]
- コップランド（レイ・ドンラン警部〈ハーヴェイ・カイテル〉）※日本テレビ版
- コナン・ザ・グレート（タルサ・ドゥーム〈ジェームズ・アール・ジョーンズ〉）※日本テレビ版
- コマンドー（ベネット〈ヴァーノン・ウェルズ〉）※テレビ朝日版
- サイレントヒル: リベレーション3D（レナード・ウルフ〈マルコム・マクダウェル〉）
- 砂漠は生きている（ナレーター）※BVHE版
- ザ・フォッグ（ニック・キャッスル〈トム・アトキンス〉）※ソフト版・テレビ東京版
- さよならミス・ワイコフ（ハバーメイヤー校長〈ダナ・エルカー〉）
- シェーン（シェーン〈アラン・ラッド〉）※日本テレビ版
- 地獄の処刑コップ 復讐の銃弾!（パイク〈チャールズ・ネイピア〉）
- 地獄の黙示録（ウォルター・E・カーツ大佐〈マーロン・ブランド〉）
- 史上最大の作戦（ジョン・ハワード少佐〈リチャード・トッド〉）※日本テレビ版
- 60セカンズ（ローランド・キャッスルベック刑事〈デルロイ・リンドー〉）※ソフト版
- 島の女（カルダー〈アラン・ラッド〉）※テレビ朝日新録版
- ジョニー・ハンサム（ドローンズ警部補〈モーガン・フリーマン〉）
- 真実の瞬間（バニー・バクスター〈ジョージ・ウェント〉）
- スカーフェイス（フランク・ロペス〈ロバート・ロッジア〉）※テレビ朝日版
- スター・ウォーズ エピソード5/帝国の逆襲（ダース・ベイダー〈ジェームズ・アール・ジョーンズ〉）※テレビ朝日版
- スターリングラード（ニキータ・フルシチョフ〈ボブ・ホスキンス〉）※日本テレビ版
- スティング（ウィリアム・スナイダー警部補〈チャールズ・ダーニング〉）※テレビ朝日版
- ストリッパー殺人事件（レイ）
- スリーピー・ホロウ（バルタス・ヴァン・タッセル〈マイケル・ガンボン〉）※テレビ東京版
- スルース（アンドリュー・ワイク〈マイケル・ケイン〉）
- 聖衣（マーセラス・ガイオ〈リチャード・バートン〉）※LD版
- 戦火の勇気（ハーシュバーグ将軍〈マイケル・モリアーティ〉）※フジテレビ版
- 戦場にかける橋（斉藤大佐〈早川雪洲〉）※ソフト版
- ソウシリーズ（ジグソウ / ジョン・クレイマー〈トビン・ベル〉）
  - ソウ
  - ソウ2
  - ソウ3
  - ソウ4
  - ソウ5
  - ソウ6
  - ソウ ザ・ファイナル 3D
- 草原の輝き（エース・スタンパー / バッドの父〈パット・ヒングル〉）※テレビ朝日新録版
- 続・恐竜の島（ボウエン・タイラー〈ダグ・マクルーア〉）※日本テレビ版
- そして誰もいなくなった（U・N・オーウェン〈オーソン・ウェルズ〉）
- ダーククリスタル ※フジテレビ版
- ダークマン（ロバート・G・デュラン〈ラリー・ドレイク〉）※テレビ朝日版
- ターザン ニューヨークへ行く（アルキメデス〈トニー・カーティス〉）※テレビ東京版
- ダーティファイター（コーラ）
- ダイ・ハード2（トルドー〈フレッド・トンプソン〉）※テレビ朝日版
- ダイ・ハード3（ウォルター・コッブ警部）※フジテレビ版
- タイム・アフター・タイム（ジョン・スティーヴンソン〈デビッド・ワーナー〉）
- 戦うヘリコプター 地獄のアクション・フライト（サム〈ラリー・ハグマン〉）
- ダブル・インパクト（レイモンド・ザング）※テレビ朝日版
- ダンス・ウィズ・ウルブズ（蹴る鳥〈グラハム・グリーン〉）※テレビ朝日版
- 地球の頂上の島（アンソニー・ロス卿〈ドナルド・シンデン〉）※BVHE版
- 地底王国（デヴィッド・イネス〈ダグ・マクルーア〉）
- チンギス・ハーン（テムジン / チンギス・ハーン〈アグワンツェレーギン・エンフタイワン〉）
- 沈黙は金（エミール〈モーリス・シュヴァリエ〉）※TBS版
- 追想（ジュリアン・ダンデュ〈フィリップ・ノワレ〉）
- テキーラ・サンライズ（ハル・マグワイア捜査官〈J・T・ウォルシュ〉）※フジテレビ版
- デス・リバー/失なわれた帝国（リカルド・ディアズ署長〈ハーバート・ロム〉）
- デッドチェイス'90・地獄のハイウェイ（ドラゴ〈ロス・ハーゲン〉）
- ドク・ハリウッド（ニコルソン町長〈デヴィッド・オグデン・スティアーズ〉）※テレビ朝日版
- ドラゴン修行房（リュウ〈ロン・フェイ〉）
- ドラッグ・コネクション/レイプ殺人・復讐の狼（トニー・キング〈ドン・ストラウド〉）
- トランザム7000（バンディット〈バート・レイノルズ〉）
- トランスポーター（ミスター・クワイ）※テレビ朝日新録版
- ナイトホークス（ハートマン〈ナイジェル・ダヴェンポート〉）※フジテレビ版
- ナイルの宝石（オマー）※フジテレビ版
- ナインスゲート（ボリス・バルカン〈フランク・ランジェラ〉）※テレビ朝日版
- ナビゲイター（マックス〈ポール・ルーベンス〉）※日本テレビ版
- ネバーエンディング・ストーリー（ファルコン、グモルク）※ソフト版、（グモルク）※テレビ朝日版
- ネバーエンディング・ストーリー 第2章（ファルコン）※ソフト版
- ハーレム・ナイト（バグジー・カルホーン〈マイケル・ラーナー〉）※フジテレビ版
- ハッスル（ゲインズ〈バート・レイノルズ〉）
- バットマン リターンズ（オズワルド・コブルポット/ペンギン〈ダニー・デヴィート〉）※テレビ朝日版
- バットマン ビギンズ（リチャード・アール〈ルトガー・ハウアー〉）※ソフト版、（カーマイン・ファルコーニ〈トム・ウィルキンソン〉）※日本テレビ版
- ハドソン・ホーク（トミー〈ダニー・アイエロ〉）※日本テレビ版
- バトルランナー（デーモン・キリアン〈リチャード・ドーソン〉）※フジテレビ版
- パニック・イン・SST/デス・フライト（ライル・キングマン〈マーティン・ミルナー〉）
- パニッシャー（ジェイク・バーコウィッツ〈ルイス・ゴセット・ジュニア〉）
- バラバ（バラバ〈アンソニー・クイン〉）
- ハリーとトント（バート・コームズ）
- ハリーとヘンダスン一家（ジャック・ラフラール〈デヴィッド・スーシェ〉）※ソフト版
- 針の眼（パーシー・ゴドリマン〈イアン・バネン〉）
- ハロウィン（サム・ルーミス博士〈ドナルド・プレザンス〉）
- ハンニバル・ライジング（ポール・モマン）
- ビッグ・フィッシュ（エドワード・ブルーム〈アルバート・フィニー〉）※ソフト版
- 必殺エクスタミネーター（ハリー〈キャメロン・ミッチェル〉）
- 必殺ビッグガン/最後の標的（コックス〈フランソワ・ペロー〉）※テレビ朝日版
- 豹/ジャガー（ジャガー〈フランコ・ネロ〉）
- ファニーとアレクサンデル（カール）
- フォロー・ミー（ジュリアン・クリストフォル〈トポル〉）
- ブッシュマン2/コイサンマン（ブレナー）※マーシーのファミリー吹替版
- プリズン（シャープ所長〈レイン・スミス〉）
- ブルドッグ（ルモ・ルセロ）※テレビ東京版
- ブルベイカー（ヒューイ・ラウチ〈ティム・マッキンタイア〉）
- ブロークバック・マウンテン（ジョー・アギーレ〈ランディ・クエイド〉、ジョン・ツイスト〈ピーター・マクロビー〉）
- プロジェクト・イーグル（アドルフ〈アルド・サンブレル〉）※フジテレビ版
- プロジェクトA（サン〈ディック・ウェイ〉[19]）※テレビ朝日版
- ペーパー・ムーン（ハーディン保安官）
- ベン・ハー（ベン・ハー〈チャールトン・ヘストン〉）※日本テレビ旧録版
- ボーイズ・ライフ（ドワイト〈ロバート・デ・ニーロ〉）
- ホーリー・ウェディング（マーコウスキー〈ジョン・シャック〉）
- ボーン・アルティメイタム（アルバート・ハーシュ博士〈アルバート・フィニー〉）※フジテレビ版
- ぼくの伯父さん（チャールズ・アルペル）※テレビ朝日版
- 誇り高き男（シルバー〈ロバート・ライアン〉）※フジテレビ新録版
- ポパイ（ブルート〈ポール・L・スミス〉）※フジテレビ版
- 微笑みがえし（ミルト・マルキン〈ロバート・ロッジア〉）
- ポルターガイスト2（祈祷師テイラー〈ウィル・サンプソン〉）
- ホワイトハンター ブラックハート（ポール・ランダース〈ジョージ・ズンザ〉）
- M★A★S★H マッシュ（ペインレス〈ジョン・シャック〉）※LD版
- マッドライダー（クレイジー・ブル）
- マニアック・コップ（フランク・マクレー警部補〈トム・アトキンス〉）
- マンハッタン皆殺し作戦（ウィリー〈フレッド・ウィリアムソン〉）
- ミクロの決死圏（アラン・カーター将軍〈エドモンド・オブライエン〉）※テレビ朝日新録版
- 未来惑星ザルドス（フレッド）
- 無防備都市（ドン・ピエトロ・ペレグリニ神父〈アルド・ファブリーツィ〉）※テレビ朝日版
- 名探偵ベンジー（バート〈オマル・シャリーフ〉）
- 燃えよデブゴン（コウ・シュク〈ロイ・チャオ〉）
- モブスターズ/青春の群像（ドン・マッセリア〈アンソニー・クイン〉）
- 山猫は眠らない3 決別の照準（ポール・フィネガン〈ジョン・ドーマン〉）※テレビ東京版
- ヤングガン2（ブラッシー・ビル・ロバーツ〈エミリオ・エステベス〉）※フジテレビ版
- …YOU…（ハリー〈エリオット・グールド〉）
- レイダース/失われたアーク《聖櫃》（ベロック〈ポール・フリーマン〉）※ソフト版
- レッドソニア（ファルコン〈ポール・L・スミス〉）
- ローズ家の戦争（ギャビン・ダマート〈ダニー・デヴィート）※ソフト版
- ロックアップ（チンク〈ソニー・ランダム〉）※日本テレビ版
- ロビン・フッド（サー・ウォルター・ロクスリー〈マックス・フォン・シドー〉）

#### ドラマ
- ER緊急救命室
  - シーズンⅦ #145（ダン・ハリス〈ジェームズ・ベルーシ〉）
  - シーズンⅩⅡ・ⅩⅢ（リチャード・エリオット〈アーマンド・アサンテ〉）
- インディ・ジョーンズ/若き日の大冒険（シュバイツァー）
- FBI特別捜査官マンクーゾ（ニック・マンクーゾ〈ロバート・ロッジア〉）
- 女刑事JJケーン（ジャック・ラムゼー刑事〈ルー・アントニオ〉）
- 女刑事レディブルー（マクニコルス〈ダニー・アイエロ〉）
- 頑固じいさん孫3人（スプリグ）※#27
- 警察署長（ジェシー・コール）
- 刑事コジャック・スペシャル「クライム80ニューヨーク暴行殺人麻薬事件」(アレン・ガーフィールド)
- 刑事デルベッキオ（マキャバン警部補〈マイケル・コンラッド〉）
- ケネディ家の人びと（ロス・ロバート・バーネット知事）※#05
- コーキーとともに（ドルー・サッチャー〈ビル・スミトロヴィッチ〉）
- コールドケース6（ムリロ大佐）※#22
- こちらブルームーン探偵社 シーズン3 #1（デヴィッド・アディソン・シニア〈ポール・ソルヴィノ〉）
- コナン・ドイルの事件簿（ローズ卿）※#03
- THE TUDORS〜背徳の王冠〜（ヴァルトブルク〈マックス・フォン・シドー〉）
- ザ・ホスピタル（タン・グォダイ〈ン・マンタ〉）
- ザ・ホワイトハウス（ライオネル・トリビー）
- CSI:9 科学捜査班（ワイリー・シンドラー）
- ジェシカおばさんの事件簿（チャールズ・ウッドレー〈スチュアート・ホイットマン〉）※#2
- シャーロック・ホームズの冒険
  - 踊る人形（エイブ・スレイニー）
  - 悪魔の足（レオン・スタンデール博士）
- 新スタートレック（ティムソン博士）
- スーパーキャリア/超巨大空母緊急出動!（ジム・コールマン大尉）
- スカーレット/続・風と共に去りぬ（リチャード・フェントン卿〈ショーン・ビーン〉）
- 素晴らしき日々（ジャック・アーノルド〈ダン・ラウリア〉）
- 大草原の小さな家（ジョナサン・ガーベイ〈マーリン・オルセン〉）
- ダイノトピア（ウォルドー市長〈ジム・カーター〉）※ソフト版
- 地上最強の美女たち!チャーリーズ・エンジェル
  - シーズン1 #16（マーヴィン・ゴールドマン）
  - シーズン2 #23（ロマン・ヴェイル）
  - シーズン3 #10（ヴィクター・バックレー）
- 超音速攻撃ヘリ エアーウルフ シーズン3 #12（ダーレン・マクブライド〈ダグ・マクルーア〉）
- ドクタークイン 大西部の女医物語（デービッド・ルイス〈マックスウェル・コールフィールド〉）※ 第2期・#42、43
- 特報記者キングストン（R・B・キングストン〈レイモンド・バー〉）
- ナイトライダー
  - シーズン1 #17（グラハム・ドゥビル教授〈セオドア・ビケル〉）
  - シーズン2 #5 （ザッカリー・スレイト〈ガイ・ストックウェル〉）
  - シーズン4 #1 （フィリップ・ノルドストロム〈ジョン・コンシダイン〉）
- バーナビー警部（ヘクター）※#17、18
- B.L.ストライカー（オズ〈オジー・デイヴィス〉）
- ピッツバーグ警察日記（ボブ）※第1期・#03
- ブルーサンダー（スキー・バタウスキー〈ディック・バトカス〉）
- マザー・テレサ（ゴマ）
- ミステリー・グースバンプス（謎の男）※#25 - 28
- 名探偵は演出家（トニー・ロッシーニ〈マイク・スター〉）
- 名探偵ポワロ なぞの盗難事件（サー・ジョージ）※NHK版/第1期・#08
- ヤングライダーズ（ブラックホーム）※第3期・#60
- レーザーキャノン・恐怖の殺人光線（クロウソン〈クライヴ・レヴィル〉）
- ロンサム・ダブ（ジェイク・スプーン〈ロバート・ユーリック〉）

#### アニメ
- ディズニー作品
  - オリバー ニューヨーク子猫ものがたり（サイクス）
  - カーズ2（メル・ドラド）
  - カーズトゥーン メーターの世界つくり話（スキッパー・レイリー）
  - きつねと猟犬（コッパー〈大人〉）
  - くまのプーさん（イーヨー〈初代〉）
    - 新くまのプーさん
    - ザ・ブック・オブ・プー
    - ハウス・オブ・マウス
    - プーさんといっしょ
    - くまのプーさん 完全保存版※BVHE版
    - くまのプーさん 完全保存版II ピグレット・ムービー
    - くまのプーさん プーさんのオバケたいじ
    - くまのプーさん 冬の贈りもの
    - くまのプーさん みんなのクリスマス
    - くまのプーさん クリストファー・ロビンを探せ!
    - ティガー・ムービー プーさんの贈りもの
    - くまのプーさん ザ・ムービー/はじめまして、ランピー!
    - くまのプーさん ルーの楽しい春の日
    - くまのプーさん ランピーとぶるぶるオバケ
    - くまのプーさん (2011)

  - ピーター・パン（酋長〈チーフ〉）※BVHE版
  - プレーンズ（スキッパー・レイリー）
  - リトル・マーメイドシリーズ（トリトン王〈2代目〉）
    - リトル・マーメイド (テレビアニメ)
    - リトル・マーメイドII Return to The Sea
    - リトル・マーメイドIII はじまりの物語

### テレビアニメ
1977年
- まんが日本絵巻（木曾義仲、源頼光、蜂須賀小六、曽呂利新左衛門、二宮敬作、塚原小太郎勝義、雷電、徳川家康、毛利元就、文左衛門、源頼政、弥次さん、鬼若弁慶、泣き上戸、豊臣秀吉 他）

1980年
- タイムパトロール隊オタスケマン（ナポレオン）
- 太陽の使者 鉄人28号（ダルバド）
- ベルサイユのばら

1981年
- 鉄腕アトム (アニメ第2作)（クラウド船長）

1982年
- 六神合体ゴッドマーズ（ボーデ）

1983年
- スペースコブラ

1986年
- 青春アニメ全集（瓢太郎）

1996年
- イーハトーブ幻想〜KENjIの春（漁師）

2001年
- ルパン三世 アルカトラズコネクション（テリー）

2002年
- 名探偵コナン（ラディッシュ・レッドウッド）

2003年
- 京極夏彦 巷説百物語（芝右衛門）

2004年
- アストロボーイ・鉄腕アトム（レッド将軍）

2005年
- ブラック・ジャック（虎ノ門）

2008年
- ゲゲゲの鬼太郎（第5作）（吸血鬼エリート）

2011年
- へうげもの（丿貫）

2012年
- トリコ（よっち）
- 宇宙兄弟（デニール・ヤング）

### 劇場アニメ
1979年
- ルパン三世 カリオストロの城（カリオストロ伯爵）

1982年
- わが青春のアルカディア（ゼーダ）

1983年
- 宇宙戦艦ヤマト 完結編（ルガール）

1984年
- おしん（八代清太郎）

1985年
- オーディーン 光子帆船スターライト（聖アースゴード）
- カムイの剣（天海）

1986年
- 北斗の拳（ナレーター）

1988年
- AKIRA（大佐）

1989年
- 宇宙皇子（藤原不比等）
- NEMO/ニモ（ナイトメアキング）

1992年
- 三国志 第一部 英雄たちの夜明け（張飛翼徳）
- せんぼんまつばら 川と生きる少年たち（弥平）

1993年
- Coo 遠い海から来たクー（トンベルア酋長）
- 三国志 第二部 長江燃ゆ!（張飛翼徳）

1994年
- グスコーブドリの伝記（赤髭）
- 三国志 完結編 遥かなる大地（張飛翼徳）

1997年
- 名探偵コナン 時計じかけの摩天楼（森谷帝二）

1998年
- クレヨンしんちゃん 電撃!ブタのヒヅメ大作戦（マウス）

2000年
- 風を見た少年（金鷲）

2001年
- メトロポリス（レッド公）

2003年
- ONE PIECE THE MOVIE デッドエンドの冒険（ガスパーデ）

2006年
- ブレイブ・ストーリー（ダイモン司教）

2012年
- 虹色ほたる 〜永遠の夏休み〜（蛍じい）

2013年
- SHORT PEACE「火要鎮」（鶴之介）

2014年
- 宇宙兄弟#0（デニール・ヤング）

### OVA
1991年
- ロードス島戦記（ベルド王）

1994年
- 銀河英雄伝説（ハイドリッヒ・ラング〈2代目〉）

1995年
- ジャイアントロボ THE ANIMATION -地球が静止する日（1995年 - 1998年、混世魔王・樊瑞）
- バイオ・ハンター（多部）

1999年
- ハーロック・サーガ ニーベルングの指環（ヴォータン）

2008年
- 念仏物語 親鸞さま ねがい、そして ひかり。（法然聖人）

### ゲーム
1985年
- 宇宙戦艦ヤマト（LDゲーム）（ルガール）

1992年
- サーク I・II（ナレーション）
- ロードス島戦記（ベルド）※PCエンジン版

1994年
- ロードス島戦記 英雄戦争（ベルド）

1997年
- VIRUS（ツァイネル社長）
- ルパン三世 カリオストロの城 -再会-（カリオストロ伯爵）

2002年
- キングダム ハーツ（トリトン王）

2005年
- キングダム ハーツII（トリトン王、イーヨー）

2008年
- クレヨンしんちゃん 嵐を呼ぶ シネマランド カチンコガチンコ大活劇!
- ディシディア ファイナルファンタジー（エクスデス）

2009年
- ディシディア ファイナルファンタジー ユニバーサルチューニング（エクスデス）※戦闘ボイス日本語版限定

2011年
- ディシディア デュオデシム ファイナルファンタジー（エクスデス）
- Kinect: ディズニーランド・アドベンチャーズ（イーヨー）

2014年
- クレヨンしんちゃん 嵐を呼ぶ カスカベ映画スターズ!（マウス）

### 特撮
- ウルトラマン物語（1984年） - ウルトラの父
- さよならジュピター（1984年） - エドワード・ウェッブ総裁 = ウィリアム・M・タピア

### ラジオドラマ
- 文芸劇場（NHK-FM）
  - ヴィーナスの狩人（1977年1月14日）
  - 聖（1977年2月18日）
  - 螢川（1978年4月7日）
- 連続ラジオ小説 火の鳥 鳳凰編（1978年1月4日 - 1月15日、NHKラジオ第1放送） - 我王
- FMステレオドラマ 子午線の祀り（1979年3月23日 - 3月24日、NHK-FM）
- FMワイドドラマスペシャル モーツァルトの暗殺（1981年3月21日、NHK-FM） - ハンス
- FMラジオ劇場（NHK-FM）
  - ジャズ大名（1982年1月9日、NHK-FM）
  - 家族の問題（1983年4月16日、NHK-FM）
  - 海外ラジオ・ドラマ特集1 かもめを食う人（1984年2月4日、NHK-FM）
  - お山参詣・東京懺悔（1984年12月15日、NHK-FM）
- R1ワイドドラマスペシャル 超音速漂流（1982年11月23日、NHKラジオ第1放送）
- 特別番組 わが友、フロイス（1983年11月3日、NHK-FM）
- FMスペースファンタジー アディオス・ケンタウルス!（1986年1月4日 - 1月5日、NHK-FM）
- FMシアター（NHK-FM）
  - 海外ラジオドラマ特集1『スコット・希望への旅』（1986年2月1日）
  - 中国現代文学シリーズ『古井戸(前編)』（1997年8月23日）
  - 中国現代文学シリーズ『古井戸(後編)』（1997年8月30日）
  - 豆腐と花束（1998年10月24日） - 島田店長
  - シリーズ・ラテンアメリカの文学1【ペルー】『誰がパロミノ・モレーロを殺したか』（2001年9月1日） - マンドゥロー大佐
  - 赤いバス（2002年4月20日） - 柴田医師
  - 査察機長（2006年4月15日） - 大隅
  - シリーズ・カリブの現代文学『カリブの女・ユーマ』（2007年9月29日） - ガブリエル老人
  - サバイバーズ・ギルト わたしのいない街で（2011年10月1日） - 未来の父
- モグラたちの夢ゲリラ（エフエム東京、1988年6月30日） - コウベ
- アドベンチャーロード（NHK-FM）
  - 西遊妖猿伝（1989年10月30日 - 11月2日） - 無支奇
  - 続・西遊妖猿伝（1990年3月26日 - 3月30日） - 無支奇
- 天と地と（1990年、TBS）
- 青春アドベンチャー（NHK-FM）
  - 今夜は眠れない（1996年12月2日 - 12月23日） - 田村警部
  - 夢にも思わない（1997年10月6日 - 10月17日） - 田村警部
  - 鬼の橋（1999年8月30日 - 9月10日） - 坂上田村麻呂
  - エンジェル（2000年5月15日 - 5月26日） - 城戸崎監督
  - プラハの春（2006年4月） - ペリカン総裁
  - ドラマ 古事記（第一部）〜神代編〜（2006年11月6日 - 11月17日） - ツブラオミ
  - 有頂天家族（2008年11月18日 - 11月25日） - 赤玉先生
  - ごくらくちんみ（第2期）（2011年5月2日 - 5月6日） - コヤマ先生
  - 家電の極意（2011年10月31日 - 11月11日）
  - 三匹のおっさん（2011年11月28日 - 12月9日） - シゲ
  - 1985年のクラッシュ・ギャルズ（2013年1月7日 - 1月18日） - 大川一成
- 特集オーディオドラマ（NHK-FM）
  - 大黒屋光太夫（2003年8月23日）
  - ドラマ 古事記（第二部） 〜まほろば篇〜（2006年11月18日 - 11月25日） - ツブラオミ
  - ドラマ 古事記（第三部） 〜愛憎篇〜（2007年11月17日 - 11月24日） - ツブラオミ
  - 女歌夢の道行（2009年1月3日） - 陣八
  - 瑞穂のくに（2013年8月17日） - 鎌田幸吉
- ラジオ深夜便 “耳で楽しむ”藤子・F・不二雄の世界（2013年8月9日、12月23日、NHKラジオ第1放送） - 朗読[注 7]

### カセットブック
- シャーロック・ホームズ ボヘミアの醜聞（1987年） - ボヘミア国王

### CD
- シャーロック・ホームズ 赤毛組合 - ウィルスン
- ドラマCD 方言恋愛2 京都府・山口県 第3話「京都府」（源さん）

### CM
- JR東日本『こまち』（不明、総督の声）
- トヨタ・カローラ『E110系』（1995年 - 1996年、コロンボ警部（ピーター・フォーク）の声）
- キリンビール『主義・初代醸造長ヘルマン・ヘッケルト ヘッケルト 篇』（2000年、ヘルマン・ヘッケルトの声）
- 湯の川プリンスホテル 渚亭（2005年、ナレーション）
- 『相棒 -劇場版II- 警視庁占拠! 特命係の一番長い夜』 BD・DVD（2011年、コロンボ警部〈ピーター・フォーク〉の声）
- 日清紡ホールディングス『ドッグシアター/BAR篇』（2013年、マスターの声）

### その他コンテンツ
- こどもにんぎょう劇場「風のくれたおくりもの」
- 東京ディズニーリゾート
  - 東京ディズニーランド
    - プーさんのハニーハント（イーヨー）

  - 東京ディズニーシー
    - キング・トリトンのコンサート（トリトン王）